# Нікітовка (Карлівський район)
Нікі́товка — колишнє селище Карлівського району Полтавської області 8 червня 1962 приєднане до міста Карлівка